# L'Oncle du bus
 (octobre 2012).
Si vous disposez d'ouvrages ou d'articles de référence ou si vous connaissez des sites web de qualité traitant du thème abordé ici, merci de compléter l'article en donnant les références utiles à sa vérifiabilité et en les liant à la section « Notes et références ».

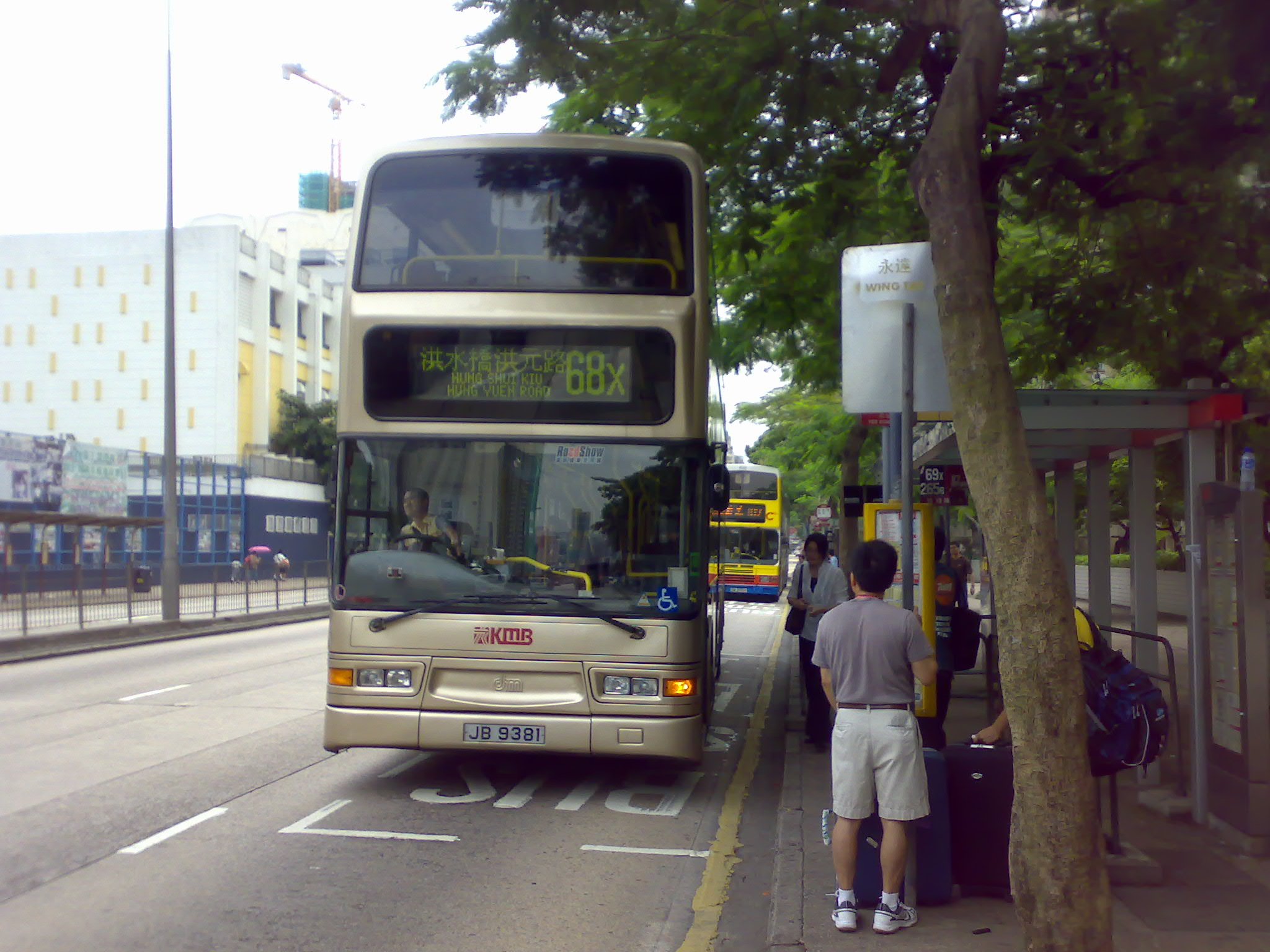

L'Oncle du bus (en chinois 巴士阿叔) est une vidéo virale hébergée sur YouTube, qui a été beaucoup vue et débattue à Hong Kong au cours du mois de mai 2006. Les protagonistes parlent cantonais, mais a rapidement été sous-titrée en anglais. Cet événement s'est passé dans le bus numéro 68X à Yuen Long à 23 heures le 27 avril 2006. La vidéo a été enregistrée par un passager avec son téléphone portable.
La vidéo montre un homme d'un certain âge, surnommé sur internet « l'oncle du bus » réagissant furieusement envers un jeune garçon pendant six pleines minutes, après que ce dernier lui a tapoté l'épaule pour lui demander de crier moins fort quand il parlait sur son portable. Alors même que le jeune garçon s'était finalement excusé pour essayer d'en finir, « l'oncle » a continué à l'agresser verbalement, en utilisant les expressions « Je suis sous pression, tu es sous pression. Pourquoi tu me provoques ?! » (en cantonais 我有壓力, 你有壓力, 你做咩挑釁我 ?) et « Ça n'est pas réglé ! Ça n'est pas réglé ! » (en cantonais 未解決 ! 未解決 !), qui sont passées dans le langage courant et devenues des accroches populaires à Hong Kong ; par exemple « Je suis sous pression, tu es sous pression » en guise de slogan sur une affiche publicitaire de Capcom.
L'histoire est devenue rapidement très populaire sur internet et de nombreuses versions dérivées ont vu le jour, remixes rap, chansons, etc.